# Ledwa Mahua
Ledwa Mahua là một thị trấn thống kê (census town) của quận Sant Kabir Nagar thuộc bang Uttar Pradesh, Ấn Độ.

## Nhân khẩu
Theo điều tra dân số năm 2001 của Ấn Độ, Ledwa Mahua có dân số 11.524 người. Phái nam chiếm 52% tổng số dân và phái nữ chiếm 48%. Ledwa Mahua có tỷ lệ 44% biết đọc biết viết, thấp hơn tỷ lệ trung bình toàn quốc là 59,5%: tỷ lệ cho phái nam là 52%, và tỷ lệ cho phái nữ là 34%. Tại Ledwa Mahua, 22% dân số nhỏ hơn 6 tuổi.